# FIFA 19
FIFA 19 ist ein Fußballsimulationsspiel von EA Sports, das im September 2018 erschien. Es ist die 26. Auflage der FIFA-Reihe von EA Sports. Das Spiel wurde in den ersten fünf Wochen über eine Million Mal in Deutschland verkauft.

## Neuerungen
In FIFA 19 gab es im Vergleich zum Vorgänger FIFA 18 viele Neuerungen im Gameplay. Es wurden z. B. dynamische Taktiken hinzugefügt, die auch für Einsteiger leicht zu bedienen sein sollen. Die wohl größte Neuerung ist eine Lizenz für die UEFA Champions League und UEFA Europa League, die vorher beim Konkurrenten Konami und seinem Spiel Pro Evolution Soccer lag. Neben dieser Lizenz wurden auch die Lizenzen für die Serie A, CSL und der FIFA Frauen-Weltmeisterschaft erworben.
Es wurden ebenfalls viele neue Stadien, viele davon in Spanien, ins Spiel eingebracht.
| Stadion                     | Verein                  | Liga                |
| --------------------------- | ----------------------- | ------------------- |
| Signal Iduna Park           | Borussia Dortmund       | Bundesliga          |
| Creaven Cottage             | FC Fulham               | Premier League      |
| Cardiff City Stadium        | Cardiff City            | Premier League      |
| Tottenham Hotspur Stadium   | Tottenham Hotspur       | Premier League      |
| Molineux Stadium            | Wolverhampton Wanderers | Premier League      |
| Ramón Sánchez-Pizjuán       | FC Sevilla              | LaLiga Santander    |
| Estadio San Mamés           | Athletic Bilbao         | LaLiga Santander    |
| Estadio de la Cerámica      | FC Villarreal           | LaLiga Santander    |
| Coliseum Alfonso Pérez      | FC Getafe               | LaLiga Santander    |
| Estadio Benito Villamarín   | Betis Sevilla           | LaLiga Santander    |
| Estadio La Rosaleda         | FC Málaga               | LaLiga Santander    |
| Estadio de Gran Canaria     | UD Las Palmas           | LaLiga Santander    |
| RCDE Stadium                | Espanyol Barcelona      | LaLiga Santander    |
| Estadio de Balaídos         | Celta Vigo              | LaLiga Santander    |
| Estadio Municipal de Ipurua | SD Eibar                | LaLiga Santander    |
| Estadio Ciudad de Valencia  | UD Levante              | LaLiga Santander    |
| Estadio de Anoeta           | Real Sociedad           | LaLiga Santander    |
| Municipal de Butarque       | CD Leganés              | LaLiga Santander    |
| Estadio de Mendizorrotza    | Deportivo Alavés        | LaLiga Santander    |
| Estadio de Montilivi        | FC Girona               | LaLiga Santander    |
| Otkrytie Arena              | Spartak Moskau          | Premjer-Liga        |
| Mercedes-Benz-Arena         | Atlanta United          | Major League Soccer |

In FIFA 19 gibt es auch einen neuen Anstoß-Modus. Hier kann der Spieler nun zwischen verschiedenen Anstoßmodi wählen. Neben einer klassischen Partie kann man nun den Hausregel-Modus auswählen. In diesem kann sich der Spieler dann verschiedene Modi mit speziellen Regeln aussuchen, beispielsweise den Long-Range-Modus, in welchem nur Weitschusstore zählen.
In FIFA 19 Ultimate Team gibt es zahlreiche Neuerungen, u. a. einen Modus namens „Division Rivals“, in den man nun FUT-Champions Punkte sammeln kann, womit man sich für die FUT Weekend League qualifizieren kann.
Der in FIFA 17 eingeführten Story-Modus existiert auch wieder. Mit „The Journey Champions“ geht dieser aber in die letzte Runde.

## Ligen
Folgende Ligen sind im Spiel enthalten:
| Land                      | Liga                                     |
| ------------------------- | ---------------------------------------- |
| Argentinien               | Primera División                         |
| Australien                | Hyundai A-League                         |
| Belgien                   | Pro League                               |
| Chile                     | Primera División                         |
| Volksrepublik China       | Chinese Super League                     |
| Dänemark                  | Superligaen                              |
| Deutschland               | Bundesliga                               |
| Deutschland               | 2. Bundesliga                            |
| Deutschland               | 3. Liga                                  |
| England                   | Premier League                           |
| England                   | Football League Championship             |
| England                   | Football League One                      |
| England                   | Football League Two                      |
| Frankreich                | Ligue 1                                  |
| Frankreich                | Ligue 2                                  |
| Italien                   | Serie A                                  |
| Italien                   | Serie B                                  |
| Japan                     | J1 League                                |
| Kolumbien                 | Categoría Primera A                      |
| Mexiko                    | Liga MX                                  |
| Niederlande               | Eredivisie                               |
| Norwegen                  | Tippeligaen                              |
| Österreich                | Bundesliga                               |
| Polen                     | Ekstraklasa                              |
| Portugal                  | Primeira Liga                            |
| Irland                    | League of Ireland                        |
| Saudi-Arabien             | Saudi Professional League                |
| Schottland                | Scottish Premiership                     |
| Schweden                  | Fotbollsallsvenskan                      |
| Schweiz                   | Super League                             |
| Spanien                   | Primera División                         |
| Spanien                   | Segunda División                         |
| Südkorea                  | K League Classic                         |
| Türkei                    | Süper Lig                                |
| Vereinigte Staaten Kanada | Major League Soccer                      |
| International             | Nationalmannschaften der Männer & Frauen |

## The Journey: The Journey Champions
Der Story-basierte Modus, der in FIFA 17 eingeführt wurde, kehrt in diesem Teil zurück und wird für den letzten Teil unter dem Titel „The Journey: Champions“ fortgesetzt. In dieser Folge unterschreibt Alex Hunter bei Real Madrid und versucht, ihr Starspieler zu werden, nachdem Cristiano Ronaldo zum italienischen Verein Juventus Turin gewechselt ist. Danny Williams versucht, sich einen Namen in der Premier League zu machen und um den Titel in der Champions League zu kämpfen. Die Halbschwester von Alex Hunter, Kim Hunter, versucht, für die USA in der FIFA Frauen-Weltmeisterschaft 2019 anzutreten. Während der Story trifft man auf Fußballstars wie Kevin De Bruyne, Neymar, Paulo Dybala und Alex Morgan anzutreffen.

## Handlung
Die Geschichte beginnt damit, dass Alex Hunter, seine Halbschwester Kim und Danny Williams sich ein Video von Hunters Großvater Jim Hunter ansehen, der in einem Spiel der First Division in Coventry City sein 100. Karrieretor für seinen Verein erzielt. Zuvor (da der Kalender auf die vorherigen Monate zurückblickt) trainieren sie mit ihren jeweiligen Teams für das Freundschaftsturnier der Vorsaison, das in Japan stattfindet. Am Ende stehen sich die Teams von Alex und Danny im Finale (oder Spiel um Platz 3) des Turniers gegenüber. Kim Hunter trainiert mit der USWNT und wird Sturmpartnerin von Alex Morgan. Alex Hunter trifft sich später mit der Fußballagentin Beatriz Villanova mit dem Versprechen, Alex zu einer Ikone des Weltfußballs zu machen. Real Madrid hat ihm einen 5-Jahres-Vertrag angeboten, den er annimmt und nach Spanien zu seinem neuen Verein wechselt. Alex steht noch vor seinem Debüt in der Champions League und erhält Hilfe von verschiedenen Mentoren im Team, um seine Statistiken zu verbessern.
Alex und Danny spielen in den Gruppenspielen der Champions League. Zu Alex’ Gruppe gehören Tottenham Hotspur oder Manchester United, Olympique Marseille und Sporting CP, während Danny in einer Gruppe mit dem Team seines Bruders Terry Paris Saint-Germain, Ajax und Shakhtar Donetsk steht. Zu diesem Zeitpunkt ist Alex zunehmend in seine Marken- und Sponsorenpflichten aufgrund der Anforderungen seiner Agenten verwickelt, und der zunehmende Ruhm beginnt, einen Keil zwischen seine Familie zu treiben. Dies wird weiter deutlich, als Kim Alex vor der Weltmeisterschaft besucht und Alex sie nicht vom Flughafen abholt, weil er zu beschäftigt mit seiner neuen Kleidungsmarke ist, sehr zum Entsetzen von Kim und seiner Mutter. Aus diesem Grund fällt Alex vor dem Achtelfinal-Hinspiel der Champions League gegen Borussia Dortmund sowohl aus der Startelf als auch aus der Einwechslung, was bedeutet, dass er sich zurück in die Startelf kämpfen muss, um das Vertrauen seines Managers zurückzugewinnen. Gleichzeitig hat Danny auch Probleme, als sein Freund Ringo und sein Agent Michael einen Streit darüber haben, ob Danny ein neues Haus kaufen soll oder nicht, wobei der Spieler die Wahl hat, auf wessen Seite er steht. Egal wie man sich entscheidet, verliert Danny sein ganzes Geld und muss das Preisgeld für den Champions-League-Titel gewinnen. Alex und Beatriz besuchen dann Kim vor dem ersten K.-o.-Spiel der Frauen-Weltmeisterschaft, und Beatriz, die von Kims Fähigkeiten beeindruckt ist, sagt ihr, dass sie Profi werden und nicht aufs College gehen soll. Zurück in der Champions League trifft Alex im Viertelfinale auf Juventus und Manchester United oder Manchester City im Halbfinale und Danny trifft im Achtelfinale auf AS Roma, Bayern München im Viertelfinale und erneut die Mannschaft seines Bruders PSG im Halbfinale. Beide besiegen ihre Rivalen und erreichen das Champions-League-Finale.
Kim und das US-Team erreichen das Finale der FIFA Frauen-Weltmeisterschaft 2019, wo sie gegen ihre nationale Rivalin Kanada antreten, angeführt von Melanie Trembley. Nachdem die USA das Finale gewinnen, feiert Kim und soll später einen Profivertrag mit einem Verein unterschrieben haben. Im Champions-League-Finale 2019 im Wanda Metropolitano in Madrid trifft Real Madrid auf Dannys (Alex’ ehemaliges) Team aus der Premier League. Unabhängig davon, wer das Finale gewinnt, nimmt der Verlierer seine Niederlage gnädig hin, während der andere feiert, zum besten Klubteam Europas gekrönt zu werden. Sowohl Danny als auch Alex versöhnen sich nach dem Finale zusammen mit Li-Li und Toro. Das Spiel endet damit, dass Jim Alex sagt, dass er noch nie so stolz auf ihn war und dass er, wenn er in den Ruhestand geht, der größte Jäger aller Zeiten sein wird, was Alex Hunters Reise zu Ende bringt. Am Ende des Story-Modus von Danny Williams wird er entweder von Terry gratuliert oder wird mit seinem Verlust konfrontiert.

## Rezeption
FIFA 19 wurde für sein Gameplay, vor allem im nicht realistischen Tempounterschied, in der Fachpresse kritisiert. Zudem sei der Karrieremodus seit FIFA 16 nicht mehr deutlich weiterentwickelt worden, sondern EA-Sports habe sich immer mehr auf Fifa Ultimate Team konzentriert, da dieses am profitabelsten sei. In diesem Modus wird allerdings zusätzlich das Pay-to-Win-Prinzip kritisiert.